# 与那嶺恭兵
与那嶺 恭兵（よなみね きょうへい、1987年8月15日 - ）は、日本の陸上競技長距離選手。琉球物流所属。

## 来歴
沖縄県平良市（現、宮古島市）出身。宮古高等学校を経て東海大学卒業。その後、沖縄で活動。

### 中学・高校時代
高校1年次の沖縄県陸上競技選手権大会で3000m少年Bで優勝。

### 大学時代
東海大学体育学部競技スポーツ学科へ入学。佐藤悠基は1つ先輩にあたる。3年次、4年次に関東インカレ1500m出場。3年次の箱根駅伝は6区の補欠。4年次の箱根駅伝は7区を出走。
21.3kmを1時間6分39秒で区間12位。都道府県駅伝は2年連続で沖縄県のアンカー。

### 社会人（実業団）時代
長距離種目における実業団がない沖縄県を拠点に活動を続け、県内で数多く開催されているローカル大会に、アラタプロジェクトメンバーとして大会に出場し、沖縄の長距離競技レベル向上のため競技やPR活動を続けている。

現在

## 自己記録
- 5000m　14分27秒96（2009年）
- 10000m　29分27秒60（2009年）
- ハーフマラソン　1時間05分05秒（2008年）
- マラソン　2時間25分32秒（2014年）

## 主な成績

### マラソン戦績
| 年月           | 大会                         | 順位  | 記録          | 備考           |
| -------------- | ---------------------------- | ----- | ------------- | -------------- |
| 2010年3月7日   | おきなわマラソン             | 3位   | 2時間30分49秒 |                |
| 2010年12月5日  | NAHAマラソン                 | 11位  | 2時間40分07秒 |                |
| 2011年2月20日  | おきなわマラソン             | 7位   | 2時間36分17秒 |                |
| 2011年12月4日  | NAHAマラソン                 | 4位   | 2時間33分05秒 |                |
| 2012年1月22日  | 石垣島マラソン               | 2位   | 2時間33分35秒 |                |
| 2012年10月21日 | エコアイランド宮古島マラソン | 3位   | 2時間49分59秒 |                |
| 2012年12月2日  | NAHAマラソン                 | 4位   | 2時間36分37秒 |                |
| 2013年2月17日  | おきなわマラソン             | 6位   | 2時間30分21秒 |                |
| 2013年2月24日  | 高雄国際マラソン             | 5位   |               |                |
| 2013年8月25日  | 北海道マラソン               | 95位  | 2時間45分59秒 |                |
| 2013年12月1日  | NAHAマラソン                 | 6位   | 2時間33分42秒 |                |
| 2014年2月16日  | おきなわマラソン             | 5位   | 2時間33分21秒 |                |
| 2014年8月31日  | 北海道マラソン               | 831位 | 3時間19分25秒 |                |
| 2014年12月7日  | NAHAマラソン                 | 3位   | 2時間25分32秒 | 自己ベスト記録 |
| 2015年2月15日  | おきなわマラソン             | 3位   | 2時間30分36秒 |                |
| 2015年3月8日   | 高雄国際マラソン             | 6位   | 2時間28分55秒 |                |
| 2015年8月30日  | 北海道マラソン               | 79位  | 2時間39分56秒 |                |
| 2015年12月6日  | NAHAマラソン                 | 5位   | 2時間36分53秒 |                |
| 2016年2月21日  | おきなわマラソン             | 2位   | 2時間28分46秒 |                |
| 2016年10月23日 | 久米島マラソン               | 優勝  | 2時間46分55秒 |                |
| 2016年12月4日  | NAHAマラソン                 | 5位   | 2時間40分39秒 |                |
| 2017年2月19日  | おきなわマラソン             | 3位   | 2時間29分51秒 |                |
| 2017年12月3日  | NAHAマラソン                 | 3位   | 2時間36分32秒 |                |
| 2018年2月18日  | おきなわマラソン             | 2位   | 2時間32分14秒 |                |
| 2018年8月26日  | 北海道マラソン               | 82位  | 2時間34分45秒 |                |
| 2018年10月28日 | 久米島マラソン               | 優勝  | 2時間43分51秒 |                |
| 2018年12月2日  | NAHAマラソン                 | 5位   | 2時間35分35秒 |                |

### マラソン以外の戦績
| 年     | 大会                             | 種目（区間）   | 順位     | 記録          | 備考                      |
| ------ | -------------------------------- | -------------- | -------- | ------------- | ------------------------- |
| 2009年 | 全国都道府県対抗男子駅伝         | 7区            | 区間46位 | 41分01秒      | 総合47位                  |
| 2010年 | 第86回東京箱根間往復大学駅伝競走 | 7区            | 区間12位 | 1時間06分39秒 | 総合12位                  |
| 2010年 | 全国都道府県対抗男子駅伝         | 7区            | 区間42位 | 40分16秒      | 総合45位                  |
| 2011年 | NAGOハーフマラソン               | ハーフマラソン | 3位      | 1時間10分19秒 |                           |
| 2012年 | 久米島マラソン                   | ハーフマラソン | 優勝     | 1時間21分56秒 |                           |
| 2013年 | NAGOハーフマラソン               | ハーフマラソン | 2位      | 1時間10分16秒 |                           |
| 2014年 | NAGOハーフマラソン               | ハーフマラソン | 優勝     | 1時間09分55秒 |                           |
| 2014年 | エコアイランド宮古島マラソン     | ハーフマラソン | 優勝     | 1時間11分43秒 |                           |
| 2015年 | NAGOハーフマラソン               | ハーフマラソン | 優勝     | 1時間09分17秒 |                           |
| 2015年 | あやはし海中ロードレース大会     | ハーフマラソン | 優勝     | 1時間13分38秒 |                           |
| 2015年 | エコアイランド宮古島マラソン     | ハーフマラソン | 優勝     | 1時間16分20秒 |                           |
| 2015年 | 久米島マラソン                   | ハーフマラソン | 優勝     | 1時間12分57秒 |                           |
| 2016年 | NAGOハーフマラソン               | ハーフマラソン | 優勝     | 1時間11分04秒 |                           |
| 2016年 | あやはし海中ロードレース大会     | ハーフマラソン | 優勝     | 1時間13分49秒 |                           |
| 2017年 | NAGOハーフマラソン               | ハーフマラソン | 4位      | 1時間12分55秒 |                           |
| 2017年 | 沖縄一周市郡対抗駅伝競走大会     | 8区            | 区間賞   | 42分39秒      | 総合8位                   |
| 2017年 | 沖縄一周市郡対抗駅伝競走大会     | 21区           | 区間7位  | 56分46秒      |                           |
| 2018年 | 沖縄一周市郡対抗駅伝競走大会     | 6区            | 区間4位  | 51分16秒      | 総合3位                   |
| 2018年 | 沖縄一周市郡対抗駅伝競走大会     | 21区           | 区間3位  | 55分10秒      |                           |
| 2018年 | 大阪城リレーマラソン             | リレーマラソン | 優勝     | 2時間08分37秒 |                           |
| 2018年 | RUNNET EKIDEN 沖縄               |                |          |               | 総合1位                   |
| 2018年 | エコアイランド宮古島マラソン     | ハーフマラソン | 優勝     | 1時間21分56秒 |                           |
| 2019年 | あやはし海中ロードレース大会     | ハーフマラソン | 3位      | 1時間11分55秒 |                           |
| 2019年 | RUNNET EKIDEN 沖縄               | 5区            | 区間3位  | 20分28秒      | 総合2位                   |
| 2019年 | てだこナイトラン                 | リレーマラソン | 優勝     | 2時間58分22秒 | 3時間で走行距離51.2km走破 |
| 2019年 | 久志20kmロードレース大会         | 20km           | 優勝     | 1時間14分     |                           |